# Булатово (Благовещенский район)
Булатово (баш. Булат) — деревня в Благовещенском районе Республики Башкортостан Российской Федерации. Входит в состав Саннинского сельсовета.

## География

### Географическое положение
Расстояние до:
- районного центра (Благовещенск): 41 км,
- центра сельсовета (Саннинское): 6 км,
- ближайшей ж/д станции (Загородная): 61 км.

## История
Деревня была основана на территории Удельно-Дуванейской волости Уфимского кантона в 1924 году как поселок Булатовский. Основали поселок жители деревни Янагушево (ныне находится в Мишкинском районе), среди которых было много Бикбулатовых. В 1930 году все хозяева поселка вошли в колхоз «Чулпан», первым председателем которого стал Ахматгалей Минигалеевич Бикбулатов. С 1930 по 1940 гг. деревня находилась в Мишкинском районе, затем вошла в состав Саннинского сельсовета Покровского района. В 1951 году колхоз «Чулпан» вошел в состав большого колхоза имени Калинина. В 1930—1986 гг. в деревне функционировала начальная школа.

## Население
| 2002 | 2009 | 2010 |
| ---- | ---- | ---- |
| 58   | ↗94  | ↘53  |

Численность населения за последние десятилетия резко снизилась: если в 1969 году в деревне проживал 301 человек, то 2010 только 53.
Согласно переписи 2002 года, преобладающая национальность — татары (97 %).